# Gl 146
Gl 146 (také známá jako GJ 146 nebo HD 22496) je dvojhvězda v souhvězdí Hodin. Hvězdný systém se nachází přibližně 44,4 světelných let od Země a skládá se z oranžového trpaslíka spektrální třídy K5V a slabšího červeného trpaslíka typu M0V.

## Fyzikální charakteristiky

### Gl 146 A
- Hmotnost: 0,68 ± 0,01 M☉.[3]
- Poloměr: 0,67 ± 0,02 R☉.[3]
- Teplota: 4 385 ± 21 K.[5]
- Hvězdná velikost: 8,57.[1]

### Gl 146 B
- Hvězdná velikost: ~11.[1]
- Úhlová vzdálenost: 58,8″ při pozičním úhlu 181°.[1]

## Planetární soustava
V roce 2021 byl u Gl 146 objeven první exoplanetární kandidát označovaný jako Gl 146 b. Tato planeta, klasifikovaná jako superzemě, má následující charakteristiky:
- Hmotnost: >5,6 ± 0,7 M⊕.[6]
- Vzdálenost od hvězdy: 0,051 ± 0,003 AU.[6]
- Oběžná doba: 5,09 ± 0,001 dní.[6]
- Excentricita: 0 (kruhová dráha).[6]
- Metoda objevu: měření radiálních rychlostí.[6]

Planeta obíhá velmi blízko své mateřské hvězdy, což odpovídá asi osmině vzdálenosti mezi Sluncem a Merkurem.

## Význam
Blízkost systému Gl 146 k Zemi a přítomnost kandidáta na exoplanetu činí tento systém významným cílem pro budoucí astronomická pozorování. Planety typu superzemě, jako je Gl 146 b, nacházející se u hvězd spektrálních tříd K a M, nabízejí cenné informace o procesech formování a dynamice planetárních systémů. Podle analýzy z roku 2023 vykazuje hlavní složka Gl 146 A nízkou úroveň hvězdné aktivity, což přispívá ke stabilním podmínkám na oběžné dráze planety Gl 146 b. Hvězda má hodnotu indexu chromosférické aktivity log(R'ₖ) přibližně −4,8, což naznačuje relativně klidné prostředí ve srovnání s aktivnějšími hvězdami podobného typu. Tato vlastnost je klíčová pro přesná měření a studium atmosféry exoplanety pomocí přístrojů nové generace, jako je James Webb Space Telescope (JWST). 
Dále je systém zajímavý pro studium interakcí mezi dvěma složkami dvojhvězdy, které jsou široce oddělené s úhlovou vzdáleností 58,8″. Tato konfigurace poskytuje příležitost pro individuální analýzu každé hvězdy, což je důležité pro modelování vlivu sekundární složky na dynamiku planetární soustavy. Exoplaneta Gl 146 b se díky své blízkosti k mateřské hvězdě a kruhové dráze jeví jako ideální kandidát pro výzkum procesů planetární migrace a chemického složení atmosféry, což může přinést nové poznatky o vzniku a evoluci planetárních soustav.